# 岡山県道702号八束川上自転車道線
岡山県道702号八束川上自転車道線（おかやまけんどう702ごう やつかかわかみじてんしゃどうせん）は岡山県真庭市蒜山地域にある自転車歩行者専用の一般県道である。大規模自転車道の一路線。通称蒜山高原自転車道。

## 概要

### 路線データ
この道路は環状道路となっている。
- 起点：岡山県真庭市蒜山下長田（国道482号交点）
- 終点：岡山県真庭市蒜山下長田（国道482号交点）
- 総延長：28.9km

## 地理

### 通過する自治体
- 真庭市

### 接続道路
| 交差する道路                                                                          | 交差する場所 | 交差する場所 |
| ------------------------------------------------------------------------------------- | ------------ | ------------ |
| 国道482号 重複区間起点 岡山県道702号八束川上自転車道線                                | 蒜山下長田   | 起点         |
| 国道313号 重複区間起点                                                                | 蒜山下長田   |              |
| 国道313号 重複区間終点 国道482号 重複区間終点                                         | 蒜山下長田   |              |
| 岡山県道324号東茅部下福田線                                                           | 蒜山東茅部   |              |
| 岡山県道322号中福田湯原線                                                             | 蒜山西茅部   |              |
| 国道482号 鳥取県道・岡山県道114号大山上福田線                                         | 蒜山上福田   |              |
| 鳥取県道・岡山県道114号大山上福田線 重複区間起点                                      | 蒜山上福田   |              |
| 鳥取県道・岡山県道114号大山上福田線 重複区間終点 岡山県道422号蒜山高原線 重複区間起点 | 蒜山上福田   |              |
| 岡山県道422号蒜山高原線 重複区間終点                                                  | 蒜山下長田   |              |
| 国道482号 岡山県道702号八束川上自転車道線                                             | 蒜山下長田   | 終点         |

### 周辺
- 蒜山
- 蒜山高原